# Pädagogisches Institut Klaipėda

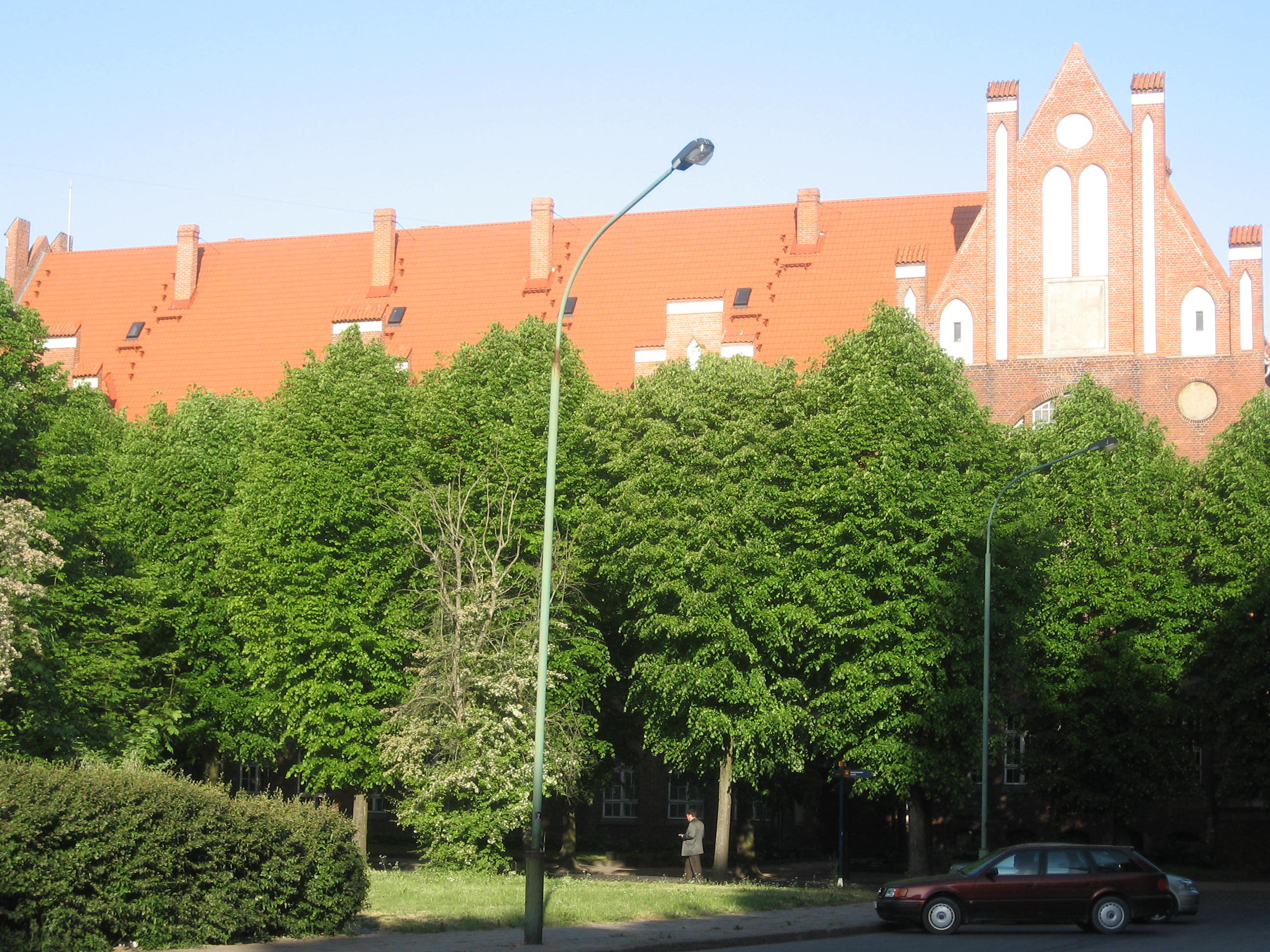
Institut

Das Pädagogische Institut Klaipėda (Klaipėdos pedagoginis institutas) war eine litauische pädagogische Hochschule von 1935 bis 1939 in  Klaipėda. Sie war im Haus des Lehrerseminars, jetzt Fakultät für Pädagogik der Klaipėdos universitetas, angesiedelt.

## Geschichte
Ab 1935 bereitete die Schule die Grundschullehrer vor. Das Studium dauerte vier Semester (2 Jahre). Es war kostenlos, ein Teil der Studenten bekam Stipendien. Am Institut gab es eine Bibliothek (10.000 Bücher). Das Studentenwohnheim war in Giruliai. 1935 gab es 140 Studenten und von 1937 bis 1940 443 Absolventen. Das Institut wurde nach Panevėžys und im November 1939 nach Vilnius umgesiedelt und 1944 wurde zum Vilniaus pedagoginis institutas (ab 1992 Vilniaus pedagoginis universitetas, jetzt Bildungsakademie der Vytautas-Magnus-Universität).

## Direktoren
- V. Soblys – 1935–1937
- Mečys Mačernis – 1937–1940
- Jonas Laužikas – 1940–1941
- Albinas Liaugminas – 1941–1943

## Absolventen
- Algirdas Pocius (1930–2021), Schriftsteller und Journalist, Politiker, Mitglied des Seimas
- Kazys Saja (* 1932), Schriftsteller und Politiker, Mitglied des Seimas
- Eduardas Vilkas (1935–2008), Mathematiker und Politiker, Mitglied des Seimas